# Mackenzie Davis
Mackenzie Rio Davis (Vancouver, 1º aprile 1987) è un'attrice canadese.

## Biografia
Attiva dal 2012 in ruoli da caratterista in diverse pellicole cinematografiche, è stata candidata all'Academy of Canadian Cinema and Television Award come Miglior Attrice non protagonista per il ruolo di Nicole nella pellicola What If. Ha recitato nel ruolo di Mindy Park in Sopravvissuto - The Martian (2015), per la regia di Ridley Scott, e nel ruolo di Mariette in Blade Runner 2049 (2017), per la regia di Denis Villeneuve. 
In televisione si segnala il ruolo del genio informatico Cameron Howe nella serie televisiva Halt and Catch Fire e anche in un episodio della serie televisiva britannica Black Mirror intitolato San Junipero. Nel 2019 interpreta il personaggio di Grace nel film Terminator - Destino oscuro diretto da Tim Miller. Nel 2020 ha recitato nel ruolo di Harper nella commedia Non ti presento i miei diretto da Clea DuVall.

## Filmografia

### Cinema
- Smashed, regia di James Ponsoldt (2012)
- What If, regia di Michael Dowse (2013)
- Passione innocente (Breathe In), regia di Drake Doremus (2013)
- Plato's Reality Machine, regia di Myles Sorensen (2013)
- Quel momento imbarazzante (That Awkward Moment), regia di Tom Gormican (2014)
- Kitchen Sink, regia di Robbie Pickering (2014)
- Sopravvissuto - The Martian (The Martian), regia di Ridley Scott (2015)
- A Country Called Home, regia di Anna Axster (2015)
- Scherzi della natura (Freaks of Nature), regia di Robbie Pickering (2015)
- Always Shine, regia di Sophia Takal (2016)
- Blade Runner 2049, regia di Denis Villeneuve (2017)
- Izzy Gets the Fuck Across Town, regia di Christian Papierniak (2017)
- Tully, regia di Jason Reitman (2018)
- Terminator - Destino oscuro (Terminator: Dark Fate), regia di Tim Miller (2019)
- The Turning - La casa del male (The Turning), regia di Floria Sigismondi (2020)
- Irresistibile (Irresistible), regia di Jon Stewart (2020)
- Non ti presento i miei (Happiest Season), regia di Clea DuVall (2020)
- Speak No Evil - Non parlare con gli sconosciuti (Speak No Evil), regia di James Watkins (2024)

### Televisione
- In cerca di Jane (I Just Want My Pants Back) – serie TV, 1 episodio (2012)
- Halt and Catch Fire – serie TV, 40 episodi (2014-2017)
- Black Mirror – serie TV, episodio 3x04 (2016)
- Station Eleven - serie TV, 10 episodi (2021)

## Doppiatrici italiane
Nelle versioni in italiano delle opere in cui ha recitato, Mackenzie Davis è stata doppiata da:
- Myriam Catania in Quel momento imbarazzante, Scherzi della natura
- Rossa Caputo in Sopravvissuto - The Martian, Terminator - Destino oscuro
- Domitilla D'Amico in Blade Runner 2049, Speak No Evil - Non parlare con gli sconosciuti
- Chiara Gioncardi in Tully, The Turning - La casa del male
- Mattea Serpelloni in Black Mirror
- Virginia Brunetti in What if?
- Chiara Oliviero in Passione Innocente
- Roberta Maraini in Halt and Catch fire
- Veronica Puccio in Irresistible
- Gaia Bolognesi in Non ti presento i miei